# المركز الدولي للتنمية المتكاملة للجبال

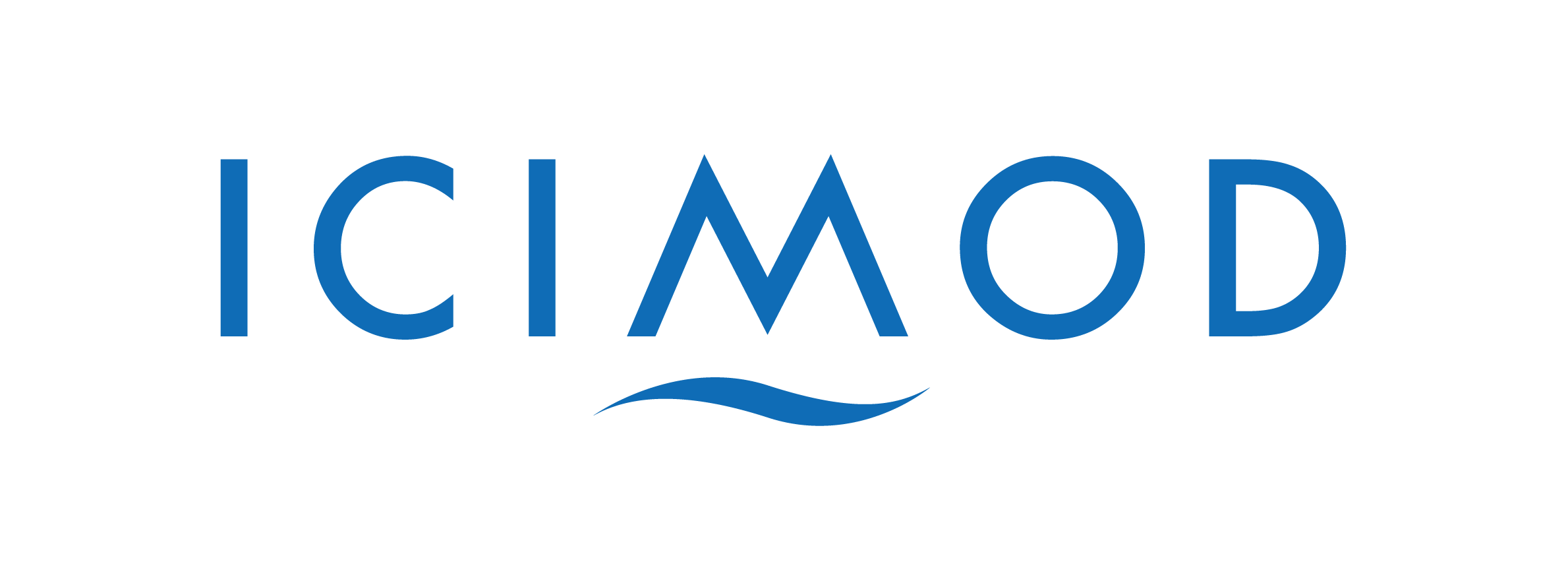

المركز الدولي للتنمية المتكاملة للجبال هو مركز تعليمي حكومي دولي مشترك للتعلم والمعرفة يخدم الدول الأعضاء الثمانية الإقليمية في هندو كوش الهيمالايا. يخدم المركز الدولي للتنمية المتكاملة للجبال ثمانية من البلدان الإقليمية الأعضاء في منطقة هندو - كوش في الهيمالايا - أفغانستان وبنغلاديش وبوتان والصين والهند وميانمار ونيبال وباكستان - والمجتمع الجبلي العالمي. تأسست المركز في عام 1983، ويقع مقره في باتان (نيبال) وتجمع شراكة بين الدول الأعضاء في المنطقة، والمؤسسات الشريكة، والمانحين مع التزام بالعمل التنموي لتأمين مستقبل أفضل للشعب والبيئة في منطقة الهيمالايا الممتدة.

## الرؤية
أن يتمتع الرجال والنساء والأطفال في منطقة هندو كوش الهيمالايا برفاهية.

## المهمة
تمكين تنمية الجبال على نحو مستدام ومرن من أجل تحسين سبل العيش والمساواة من خلال المعرفة والتعاون الإقليمي.

## التاريخ
نوقشت فكرة إنشاء مؤسسة لتعزيز التنمية السليمة بيئيًا للمناطق الجبلية لأول مرة في ورشة العمل الدولية حول تطوير البيئة الجبلية في ديسمبر / كانون الأول من عام 1974 في ميونيخ، بألمانيا، ولكن بعد خمس سنوات فقط في عام 1979، تم التعهد بالتزامات محددة لإنشاء المركز. خلال إحدى دورات الأمم المتحدة التعليمية الاجتماع الإقليمي لمنظمة الصحة العالمية (اليونسكو) في كاتماندو، في إطار برنامج الإنسان والمحيط الحيوي، وعرضت حكومة نيبال استضافة المؤسسة الجديدة، ووافقت حكومتا سويسرا وجمهورية ألمانيا الاتحادية واليونسكو على العمل كجهات راعية مؤسسية. وقد وقعت حكومة ملك نيبال ومنظمة اليونسكو على الاتفاق الذي وفر الأساس القانوني لإنشاء المركز في أيلول / سبتمبر 1981 في باريس. وأُنشئ المركز أخيرا وافتتح في 5 كانون الأول / ديسمبر 1983 بمقره في لاليتبور، نيبال، وتم إضفاء الشرعية عليه من خلال قانون البرلمان في نيبال في العام نفسه.